# Вернер Либрих
Вернер Либрих (на немски: Werner Liebrich, роден на 18 януари 1927 в Кайзерслаутерн; † 20 март 1995 в Кайзерслаутерн) е германски футболист, треньор и световен шампион по футбол от 1954 г.
Родният отбор на Либрих е Кайзерслаутерн, с когото той става шампион на Германия през 1951 и 1953 г. Играе на позиция либеро и в периода 1951-56 г. изиграва 16 мача с националната фланелка.
Заедно с Фриц Валтер, Отмар Валтер, Вернер Колмайер и Хорст Екел Либрих е един от петте играчи на Кайзерслаутерн, които стават световни шампиони в Швейцария през 1954 г.
Тъй като по-големият брат на Вернер Либрих Ернст е играел за Кайзерслаутерн, той е записан за юношеския отбор на „червените дяволи“. Освен отбора от Пфалц, и германският национален отбор по футбол е можел да се довери на защитните качества на футболиста. На финала на Световното първенство в Швейцария през 1954 Либрих е персонален пазач на унгарския нападател Ференц Пушкаш. Либрих не рядко бележи и голове и често се включва в атака, когато отборът му изостава в резултата.
През цялата си кариера защитникът остава верен на Кайзерслаутерн, като дори отхвърля оферта от италианския Милан. След края на футболната си кариера Либрих става треньор на аматьорския и юношеския отбор на лаутерите. Световният шампион от Швейцария'54 поема за кратко Кайзерслаутерн след създаването на Първа Бундеслига, когато отборът води борба за оставане в елита. Либрих ръководи „червените“ от 23. до 30. кръг на сезон 1964/65 и под неговото ръководство тимът е спасен от изпадане като завършва на 13. място.
Футболистът по професия е пощенски служител, а освен това е собственик на гостилница и тото-пункт.
В края на житейския си път Либрих страда от порок на сърцето. След като претърпява операция за поставяне на сърдечен байпас, той умира на възраст 68 години през 1995 г.